# Гарвардский мост
Гарвардский мост (англ. Harvard Bridge) — мост через реку Чарльз, соединяющий район Бэк-Бей города Бостон (столицы американского штата Массачусетс) с городом Кембридж, в районе кампуса Массачусетского технологического института (MIT). Мост назван в честь священника Джона Гарварда, имя которого также носит Гарвардский университет в Кембридже.
Через мост проходит автодорога  штата Массачусетс, которая в этом месте совпадает с Массачусетс-авеню (Massachusetts Avenue, сокращённо Mass Ave). Поэтому иногда употребляются другие названия — мост Массачусетс-Авеню или мост MIT. Длина моста — 659,82 м, ширина — 21,13 м.

## История

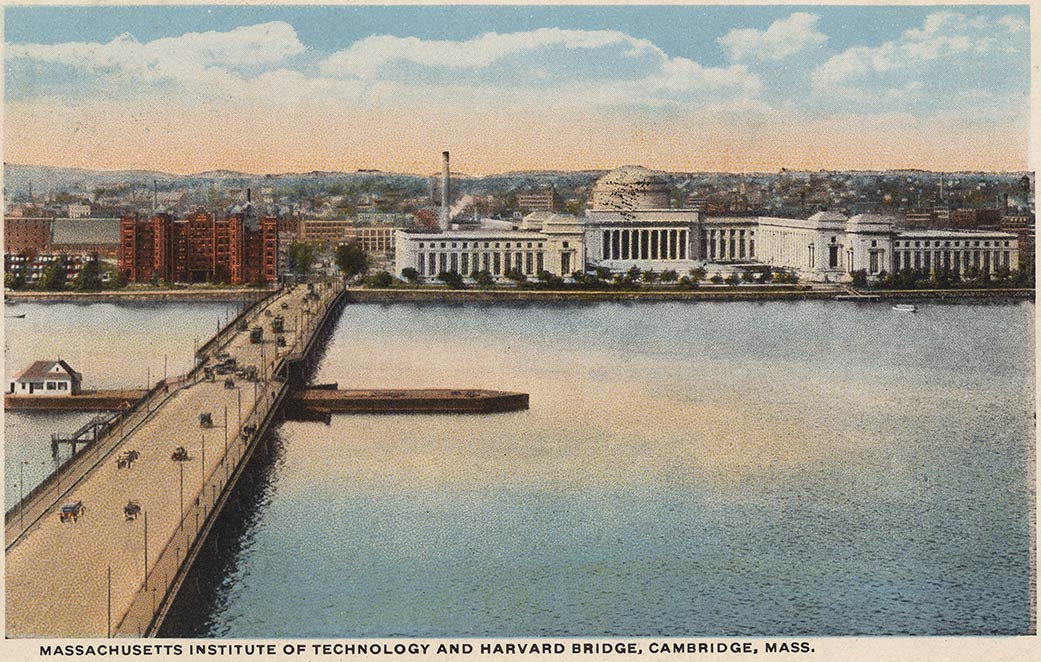
Вид на Гарвардский мост и здания MIT (почтовая открытка, около 1920)

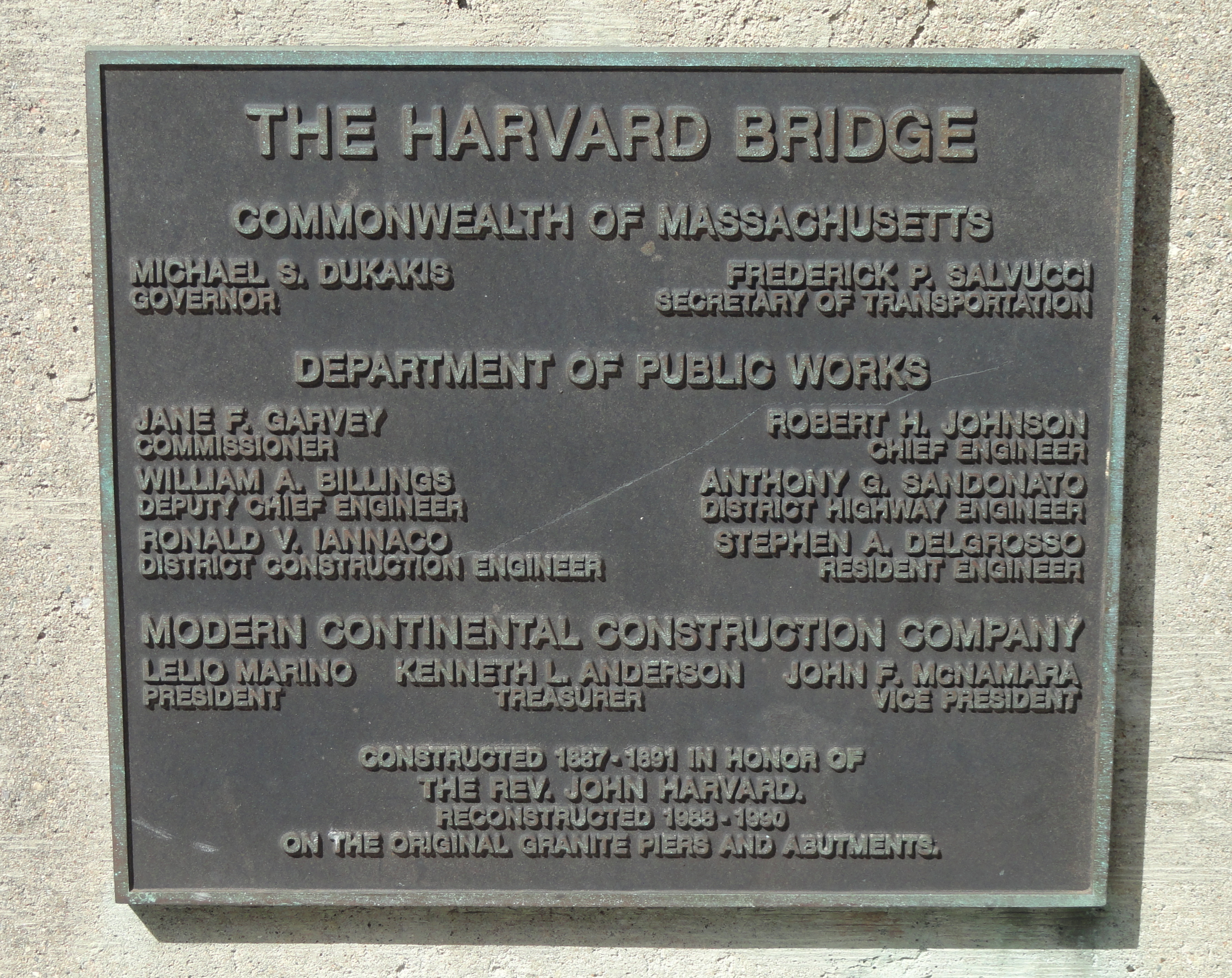
Табличка на Гарвардском мосту

В 1874 году легислатура Массачусетса приняла решение о строительстве моста через реку Чарльз между Бостоном и Кембриджем. Тем не менее, строительство началось только в 1887 году, так как руководители Бостона и Кембриджа никак не могли договориться о деталях.
5 июля 1887 года было решено назвать будущий мост именем Джона Гарварда, при этом в числе других вариантов фигурировало имя поэта Лонгфелло — в честь него позже был назван мост Лонгфелло, построенный ниже по течению реки Чарльз. План строительства был одобрен 14 июля 1887 года, и вскоре начались работы по сооружению моста. Главным инженером был Уильям Джексон (William Jackson, 1848—1910). Мост был открыт для движения 1 сентября 1891 года.
С той поры мост многократно ремонтировался и реконструировался. В частности, после того, как в 1983 году обрушился Mianus River Bridge (англ.) в Коннектикуте, содержавший аналогичные конструкции, Гарвардский мост был закрыт и проинспектирован. Были найдены трещины в опорах моста, после чего по нему было запрещено движение грузовых автомобилей и автобусов. После этого была заменена часть несущих конструкций, и генеральная реконструкция моста была завершена в 1990 году.
С Гарвардским мостом также связано введение нестандартной единицы измерения длины, которая получила название «смут» (англ. smoot) и появилась в октябре 1958 года, когда группа студентов Массачусетского технологического института решила измерить длину моста в единицах длины тела одного из своих товарищей, которого звали Оливер Смут (1 смут примерно равен 170 см). В результате измерения длина Гарвардского моста оказалась равной «364,4 смутам и одному уху» (англ. 364.4 Smoots and one ear). С тех пор на пешеходной дорожке моста нанесены отметки каждые 10 смутов (с некоторыми исключениями), которые стали одной из местных достопримечательностей.